# Шолев, Григорий Иванович
Григорий Иванович Шолев (9 января (21 января) 1899 года, Вичуга, Кинешемский уезд, Костромская губерния — 18 ноября 1972 года, Тамбов) — советский военный деятель, генерал-майор (13 сентября 1944 года).

## Начальная биография
Григорий Иванович Шолев родился 9 января (21 января) 1899 года в городе Вичуга Кинешемского уезда Костромской губернии.
В 1918 году работал молотобойцем в Екатеринбурге.

## Военная служба

### Гражданская война
15 мая 1918 года призван в ряды РККА и направлен красноармейцем во 2-й Уральский добровольческий стрелковый полк (Восточный фронт), в составе которого участвовал в боевых действиях против войск под командованием адмирала А. В. Колчака в районе станций Маук, Уфалей и под Екатеринбургом. 20 сентября того же года направлен на учёбу в инструкторскую школу среднего комсостава при штабе 3-й армии (Восточный фронт), курсантом которой принимал участие в боевых действиях в районе Перми. После окончании школы Г. И. Шолев 25 марта 1919 года направлен в 264-й стрелковый Верхнеуральский полк (30-я стрелковая дивизия, 3-я армия), в составе которого служил командиром взвода и роты и участвовал в боевых действиях от Малмыжского уезда (Вятская губерния) до реки Тобол.
25 октября 1919 года направлен на учёбу в Высшую военную школу усовершенствования комсостава при штабе Восточного фронта, однако в марте 1920 года переведён на 1-е Сибирские пехотные курсы в Омске , в составе последних принимал участие в подавлении восстания на территории Славгородского уезда (Алтай). 23 октября 1920 года окончил курсы и направлен в 253-й стрелковый полк (29-я стрелковая дивизия, Западно-Сибирский военный округ), в составе которого служил помощником командира роты, начальником полковой школы и командиром роты. В период с февраля по май 1921 года командиром отряда от полка Г. И. Шолев принимал участие в подавлении Ишимского восстания, в районе Тобольска в апреле был ранен.

### Межвоенное время
С июля 1922 года служил в 77-м стрелковом полку (26-я стрелковая дивизия), дислоцированном в Ачинске, в составе которого служил командиром взвода, помощником командира и командиром роты. В период с 23 ноября 1923 по 13 мая 1924 года учился на повторных курсах Сибирского военного округа в Новосибирске. В октябре 1926 года переведён в 76-й стрелковый Карельский полк (26-я стрелковая дивизия), дислоцированный в Канске, в котором служил командиром хозяйственной роты, командиром батальона и командиром стрелковой роты, а с ноября 1928 года — в 35-м Татарском стрелковом полку (12-я стрелковая дивизия), дислоцированном в Татарске, на должностях помощника командира и командира батальона. В период с 12 ноября 1929 по 31 мая 1930 года учился на курсах «Выстрел».
В марте 1933 года назначен на должность начальника штаба 34-го стрелкового полка (12-я стрелковая дивизия, ОКДВА), дислоцированного в Благовещенск, а с февраля 1938 года исполнял должность командира этого же полка. В период с 25 декабря 1936 по 19 июля 1937 года Г. И. Шолев повторно учился на курсах «Выстрел».
В июле 1938 года назначен на должность старшего преподавателя Архангельских курсов усовершенствования комсостава запаса Ленинградского военного округа, а в ноябре 1939 года — на должность командира 272-го стрелкового полка (123-я стрелковая дивизия), находясь на которой, принимал участие в боевых действиях в ходе Советско-финляндской войны.
С декабря 1940 года служил заместителем командира 142-й стрелковой дивизии (Ленинградский военный округ).

### Великая Отечественная война
3 июля 1941 года полковник Г. И. Шолев назначен на должность командира 2-й гвардейской стрелковой дивизии народного ополчения (Ленинградская армия народного ополчения), формировавшейся из добровольцев Свердловского и Невского районов и в начале августа передислоцированной в район Павловска.
25 августа 1941 года переведён на должность командира 281-й стрелковой дивизии, ведшей тяжёлые боевые действия на южном побережье Финского залива в районе Ораниенбаума. 26 октября дивизия была выведена в резерв Ленинградского фронта на доукомплектование и формирование и 12 декабря после марша через Ладожское озеро была включена в состав 54-й армии, после чего принимала участие в боевых действиях в районе станции Погостье в ходе Тихвинской наступательной операции.
С 21 января 1942 года состоял в распоряжении Военного совета Ленинградского фронта и июня исполнял должность начальника штаба Управления подвоза (перевозок тыла) фронта (база «Кобона»). С августа того же года служил начальником обороны западного побережья Ладожского озера, затем — комендантом 17-го укреплённого района, который действовал на Карельском перешейке оборудовал долговременную оборону. В декабре 1942 года назначен заместителем командира 10-й стрелковой дивизии.
В июне 1943 года полковник Г. И. Шолев направлен на учёбу на ускоренный курс Высшей военной академии имени К. Е. Ворошилова, после окончания которого с апреле 1944 года находился в распоряжении Военного совета 3-го Прибалтийского фронта и в мае того же года назначен командиром 198-й стрелковой дивизии, ведшей оборонительные боевые действия на реке Великая южнее Пскова, а с июля участвовавшей в ходе Псковско-Островской и Тартуской наступательных операций.
В сентябре назначен на должность командира 282-й стрелковой дивизии, которая после Тартуской наступательной операции была выведена в район Архангельска в резерв Ставки Верховного Главнокомандования с целью пополнения боевой подготовки. В начале января 1945 года 282-я стрелковая дивизия была передислоцирована на 1-й Украинский фронт, где после включения в 21-ю армию принимала участие в ходе Сандомирско-Силезской и Нижнесилезской наступательных операциях. 5 марта генерал-майор Г. И. Шолев освобождён от занимаемой должности, после чего находился в распоряжении Военного совета 1-го Украинского фронта.
31 марта назначен начальником штаба 33-го гвардейского стрелкового корпуса, который вёл боевые действия в районе городов Бреслау, Штригау и Шпремберг и затем в Пражской наступательной операции и освобождении Дрездена.

### Послевоенная карьера
В сентябре 1945 года генерал-майор Г. И. Шолев направлен в Военную академию имени М. В. Фрунзе, где в ноябре назначен на должность старшего преподавателя кафедры тактики, в апреле 1947 года — на должность старшего преподавателя по оперативно-тактической подготовке — тактического руководителя учебной группы курсов усовершенствования командиров стрелковых дивизий при этой же академии, а в октябре 1949 года — вновь на должность старшего преподавателя кафедры тактики.
С ноября 1950 года служил начальником Новосибирского пехотного училища. В октябре 1953 года направлен на учёбу на Высшие академические курсы при Высшей военной академии имени К. Е. Ворошилова, после окончания которых в феврале 1955 года назначен на должность начальника Тамбовского суворовского военного училища.
Генерал-майор Григорий Иванович Шолев 28 марта 1956 года вышел в запас по состоянию здоровья. Умер 18 ноября 1972 года в Тамбове после инсульта. Похоронен на Воздвиженском кладбище Тамбова.

## Семья
Жена Шолева Юлия Пантелеймоновна (1898—1961). Сын Шолев Игорь Григорьевич (1923—прим.1986). Дочь Шолева Лидия Григорьевна (1926—2001). Дочь Шолева Нина Григорьевна (1944—2019)

## Награды
- Орден Ленина (30.04.1945);
- Четыре ордена Красного Знамени (21.03.1940, 25.06.1944, 03.11.1944, 20.06.1949);
- Орден Отечественной войны I степени (11.04.1945);
- Медали.